# Estadio Central de Jonava
El Estadio Central de Jonava es un estadio multiusos en Jonava, Lituania. Actualmente es el estadio más grande de la ciudad y en el jugará la selección en la Clasificación para la Eurocopa Sub-21 de 2025.
La capacidad de asientos se ampliará a 3000. Cerca del estadio hay un estanque al aire libre, que se puede utilizar para eventos acuáticos.

## Eventos
El estadio acoge partidos de fútbol, eventos regionales de atletismo, deportes de fuerza, etc. También puede albergar campeonatos de baloncesto y voleibol al aire libre. El estadio también ha acogido algunos eventos culturales.

## Instalaciones
El estadio cuenta con:
- 2 campos de césped (principalmente utilizados para fútbol).
- Pistas para correr.
- 6 equipos de baloncesto callejero.
- Equipos de rugby y voleibol.
- equipo de voleibol de playa.
- Pantalla e iluminación artificial.